# The Beatitudes
The Beatitudes (traducido como Las Bienaventuranzas) es una composición musical para coro SATB y órgano de 1990 del compositor estonio Arvo Pärt. El trabajo está dedicado a Hildegard Curthile. Una interpretación típica tiene una duración de siete minutos. El trabajo fue estrenado por el Theatre of Voices bajo la dirección de Paul Hillier el 25 de mayo de 1990 en la Nathanael-Kirche de Berlín.
Arvo Pärt compuso otra obra similar titulada Beatitudines en 2001.

## Discografía
- Arvo Pärt. Berliner Mass. Magnificat. Seven Maginificat Antiphons. De Profundis. The Beatitudes, Hyperion (2014); Polyphony, Andrew Lucas (órgano), director Stephen Layton
- De Profundis, Harmonia Mundi HMU (1996); Theatre of Voices, Christopher Bowers-Broadbent (órgano), director Paul Hillier
- Sanctuary, Virgin Classics (1998); Choir of King`s College, Cambridge, director Stephen Cleobury
- Meditation, SJCR (2005); Choir of St John's College Cambridge, Jonathan Vaughn (órgano), director David Hill Kirjastaja: Universal Edition